# Parafia Wszystkich Świętych i Niepokalanego Serca Najświętszej Maryi Panny w Straszęcinie
Parafia Wszystkich Świętych i Niepokalanego Serca Najświętszej Maryi Panny w Straszęcinie – parafia rzymskokatolicka, znajdująca się w diecezji tarnowskiej, w dekanacie Dębica Zachód.

## Proboszczowie parafii
Źródło:
| Proboszcz                         | Lata urzędowania |
| --------------------------------- | ---------------- |
| ks. Antoni Piątkowski             | 1878-1911        |
| ks. Józef Maryański administrator | 1911             |
| ks. Jan Chrzciciel Puskarz        | 1911-1945        |
| ks. Tomasz Zagólski administrator | 1945             |
| ks. Michał Wojdak administrator   | 1945             |
| ks. Stefan Jasica                 | 1945-1980        |
| ks. Stanisław Górski              | 1980-1990        |
| ks. Edward Nylec                  | 1990-2003        |
| ks. Bogusław Czech                | 2003-obecnie     |